# 擁抱 (譚詠麟專輯)
《擁抱》是香港歌手譚詠麟發行第十五張粵語專輯。此專輯獲得第十一屆十大中文金曲IFPI全年最𣈱銷大碟奬， 擊敗同年其他7白金大碟譚詠麟的《 迷惑》及 葉蒨文的《  祝福  》，根據星島新聞網資料銷量達38萬張 。第一主打歌《80歲後》成為了三台冠軍歌，並佔據商台叱咤榜冠軍位置達三星期。用二胡作拉奏的第二主打歌《水中花》，也迅速佔據流行榜榜首位置，成為了流行經典，當年在內地相當流行，並獲邀於1991年央視春節晚會中演唱。 
非派台歌曲《千金一刻》是Beyond的黃家駒兩首寫給譚詠麟的作品之一（另一首是《忘情都市》）。
當年香港電台曾經公布過譚詠麟的《半夢半醒》及《水中花》原本入選了1988年度十大中文金曲，但因為譚詠麟宣布了不再領獎，所以最後把這2個金曲獎，順序頒發給第11及第12高票數的歌曲。

## 曲目
全碟監製：葉廣權、關維麟
|     | 歌名     | 作曲              | 填詞   | 編曲     |
| --- | -------- | ----------------- | ------ | -------- |
| 1.  | 午夜皇后 | 格雷厄姆·古尔德曼 | 陳少琪 | 入江純   |
| 2.  | 變奏     | 譚詠麟            | 雨言   | 盧東尼   |
| 3.  | 千金一刻 | 黃家駒            | 黃家強 | 入江純   |
| 4.  | 同根生   | 譚詠麟            | 黃真   | 盧東尼   |
| 5.  | 領航燈   | 劉以達            | 張國祖 | 劉以達   |
| 6.  | 水中花   | 簡寧              | 簡寧   | 劉以達   |
| 7.  | 都市獵人 | 譚詠麟            | 陳少琪 | 入江純   |
| 8.  | 從後趕上 | 梓人              | 向雪懷 | 周啟生   |
| 9.  | 擁抱     | 網倉一也          | 簡寧   | 松原正樹 |
| 10. | 八十歲後 | 大瀧詠一          | 林夕   | 杜自持   |

## 音樂錄像

### 原人演出
- 水中花（寶麗金卡拉OK碟聖巨星MTV Vol.2（1992年，原聲，用國語版的MTV））
- 水中花 (TVB版)
- 午夜皇后 (TVB版)
- 擁抱 (TVB版)
- 八十歲後 (TVB版)

### 非原人演出
- 午夜皇后（寶麗金卡拉OK碟聖21巨星原裝金曲（1993年，原聲））
- 八十歲後（寶麗金卡拉OK碟聖21巨星原裝金曲（1993年，原聲））

## 獎項
- 1989年度香港金唱片頒獎典禮

- 「白金唱片」：《擁抱》

- 第十一屆十大中文金曲頒獎典禮

- 「全年銷量冠軍大獎」：《擁抱》

1. ↑  孟欣主编. . 北京：现代出版社. 2006年8月. ISBN 7-80188-737-9.
2. ↑  .   [2022-05-03]. （原始内容存档于2021-12-11）.
3. ↑  .   [2021-09-25]. （原始内容存档于2021-09-24）.
4. ↑  ,   [2021-09-25], （原始内容存档于2021-09-25） （中文（中国大陆））